# Бёрнс, Роберт
Ро́берт Бёрнс (в старом русском написании Борнс; Robert Burns,  1759—1796) — шотландский поэт, фольклорист, автор многочисленных стихотворений и поэм, написанных на равнинном (германском) шотландском и английском языках.
День рождения Роберта Бёрнса, 25 января — национальный праздник в Шотландии, отмечаемый торжественным обедом (Burns Night или Burns supper) с традиционным порядком следования воспетых поэтом блюд (основное — сытный пудинг хаггис), преподносимых под музыку шотландской волынки и предваряемых чтением соответствующих стихов Бёрнса (предобеденной молитвой «The Selkirk Grace» («Заздравный тост» в рус. переводе С. Я. Маршака) и «Ode to Haggis» — рус. «Ода шотландскому пудингу „Хаггис“»
). Также этот день отмечается поклонниками творчества поэта во всём мире.

## Биография
Роберт Бёрнс родился 25 января 1759 года в селе Аллоуэй (три километра к югу от города Эр, графство Айршир), в семье крестьянина Уильяма Бёрнесса (William Burness, 1721—1784). В 1765 году его отец взял в аренду хозяйство Маунт-Олифант, и мальчику пришлось работать наравне со взрослыми, терпя голод и другие тяготы. В 1781 году Бёрнс вступил в масонскую ложу; масонство достаточно сильно повлияло на его творчество. С 1783 года Роберт начал сочинять стихи на эйширском диалекте. В 1784 году умер отец, и после ряда неудачных попыток заняться сельским хозяйством Роберт с братом Гилбертом переехал в Моссгил. В 1786 году вышла первая книга Бёрнса, Poems, Chiefly in the Scottish dialect («Стихотворения преимущественно на шотландском диалекте»). К начальному периоду творчества также относятся: «Джон Ячменное Зерно» (John Barleycorn, 1782), «Весёлые нищие» («The Jolly Beggars», 1785), «Молитва святоши Вилли» («Holy Willie’s Prayer»), «Святая ярмарка» («The Holy Fair», 1786). Поэт быстро стал известен по всей Шотландии.
Об истоках популярности Бёрнса И. Гёте заметил:

Возьмём Бёрнса. Не потому ли он велик, что старые песни его предков жили в устах народа, что ему пели их, так сказать, тогда ещё, когда он был в колыбели, что мальчиком он вырастал среди них и сроднился с высоким совершенством этих образцов, что он нашёл в них ту живую основу, опираясь на которую, мог пойти дальше? И ещё, не потому ли он велик, что его собственные песни тотчас же находили восприимчивые уши среди его народа, что они затем звучали ему навстречу из уст жнецов и вязальщиц снопов, что ими приветствовали его весёлые товарищи в кабачке? Тут уж и впрямь могло что-то получиться.— Johann Peter Eckermann. Gespräche mit Goethe in den letzten Jahren seines Lebens. Leipzig, 1827.
В 1787 году Бёрнс переехал в Эдинбург и постепенно интегрировался в высших кругах столицы. В Эдинбурге Бёрнс познакомился с популяризатором шотландского фольклора Джеймсом Джонсоном, вместе с которым они начали издавать сборник «Шотландский музыкальный музей» («The Scot’s Musical Museum»). В этом издании поэт опубликовал множество шотландских баллад в своей обработке и собственных произведений.
Издаваемые книги приносили Бёрнсу определённый доход. Он попытался вложить заработанные гонорарами средства в аренду фермы, но только потерял свой небольшой капитал. Основным источником средств для существования с 1791 года стала работа на должности сборщика акцизов в Дамфрисе.
Роберт Бёрнс вёл довольно свободный образ жизни и у него было три незаконнорождённых дочери от случайных и недолгих связей. В 1787 году он сочетался браком со своей давней возлюбленной Джин Армор. В этом браке у него родилось пятеро детей.
В период 1787—1794 годов были созданы известные поэмы «Тэм о’Шентер» («Tam o’Shanter», 1790) и «Честная бедность» («A Man’s A Man For A’ That», 1795), «Ода, посвящённая памяти миссис Освальд» («Ode, sacred to the Memory of Mrs. Oswald», 1789). В стихотворении, посвящённом Джону Андерсону (1789), неожиданные размышления тридцатилетнего автора о склоне жизни, о смерти.
В сущности, заниматься поэзией Бёрнс был вынужден в перерывах между основной работой. Последние годы он провёл в нужде и за неделю до смерти едва не попал в долговую тюрьму.
Бёрнс скончался 21 июля 1796 года в Дамфрисе, куда выехал по служебным делам за 2 недели до этого, уже больным. Ему было всего 37 лет. Биограф Бёрнса, Джеймс Карри высказывал предположение, что одной из причин скоропостижной смерти Бёрнса стало неумеренное употребление алкоголя. Однако историки XX века предполагают, что поскольку сам Джеймс Карри был активистом общества трезвости, то, возможно, его точка зрения не была вполне объективной. Современные биографы склоняются к тому, что Бёрнс скончался от последствий тяжёлого физического труда в молодости и хронического ревмокардита, которым поэт страдал с детства, причём в 1796 году болезнь была усугублена перенесённой дифтерией.

### Основные даты жизни поэта
- 25 января 1759 года — рождение Роберта Бёрнса.
- 1765 год — Роберт с братом поступили в школу.
- 1766 год — переезд на ферму Маунт Олифант.
- 1774 год — Роберт пишет первые стихи.
- 1777 год — переезд на ферму Лохли.
- 4 июля 1781 года — посвящение в Братство Вольных Каменщиков в ложе Св. Дэвида № 174, Тарболтон.
- 1784 год — смерть отца, переезд в Моссгил.
- 1785 год — Роберт познакомился с Джин, написаны «Весёлые нищие», «Полевой мыши» и многие другие стихи.
- 1786 год — Бёрнс передал права на ферму Моссгил брату; рождение близнецов; поездка в Эдинбург.
- 1787 год — приём поэта в Великой Ложе Шотландии; выход первого эдинбургского издания поэм; поездки по Шотландии.
- 1789 год — работа акцизным.
- 1792 год — назначение в инспекцию порта.
- 1793 год — второе эдинбургское издание стихов в двух томах.
- Декабрь 1795 года — Бёрнс находится в тяжёлом состоянии, возможно, связанном с удалением зубов.
- 21 июля 1796 года — смерть
- 25 июля 1796 года — похороны, в этот же день родился пятый сын Бёрнса — Максвелл.

## Язык Бёрнса
Хотя Бёрнс и обучался в сельской школе, его преподавателем был человек с университетским образованием — Джон Мёрдок (Murdoch, 1747—1824). Шотландия тогда переживала пик национального возрождения, была одним из самых культурных уголков Европы, в ней насчитывалось пять университетов. Под руководством Мёрдока Бёрнс занимался, помимо прочего, поэзией Александра Поупа. Как свидетельствуют рукописи, литературным английским языком Бёрнс владел безукоризненно (написал на нём «Субботний вечер поселянина», «Сонет к дрозду» и некоторые другие стихотворения). Использование в большинстве произведений шотландского (родственного языка английского, в отличие от гэльского — кельтского шотландского языка) — осознанный выбор поэта, декларированный в названии первого сборника «Стихотворения преимущественно на шотландском диалекте».

## «Бёрнсова строфа»
С именем Бёрнса связывают особую форму строфы: шестистишие по схеме AAABAB с укороченными четвёртой и шестой строками. Подобная схема известна в средневековой лирике, в частности, в провансальской поэзии (с XI века), однако с XVI века популярность её угасла. Она сохранилась в Шотландии, где широко использовалась и до Бёрнса, но связывается с его именем и известна как «Бёрнсова строфа», хотя официальное её название — стандартный габби, оно идёт от первого произведения, прославившего эту строфу в Шотландии, — «Элегия на смерть Габби Симпсона, волынщика из Килбархана» (ок. 1640 года) Роберта Семпилла из Белтриза; «габби» — не имя собственное, а прозвище уроженцев городка Килбархан в Западной Шотландии. Данная форма применялась и в русской поэзии, например, в стихотворениях Пушкина «Эхо» и «Обвал».

## Переводы Бёрнса в России
Первый русский перевод Бёрнса (прозаический) появился уже в 1800 году — через четыре года после смерти поэта, но известность творчеству Бёрнса принесла вышедшая в 1829 году брошюра «Сельский субботний вечер в Шотландии. Вольное подражание Р. Борнсу И. Козлова». В периодических изданиях появились многочисленные отклики, и в том же году появилась первая в России литературоведческая статья Н. Полевого «О жизни и сочинениях Р. Бёрнса». Впоследствии творчеством Бёрнса занимался В. Белинский. В библиотеке А. Пушкина был двухтомник Бёрнса. В 1831 году появилось (но было напечатано лишь через 70 лет) стихотворение В. Жуковского «Исповедь батистового платка» — вольное переложение все того же «Джон Ячменное Зерно». Известен юношеский перевод четверостишия Бёрнса, выполненный М. Лермонтовым. Т. Шевченко отстаивал своё право творить на «нелитературном» (в качестве литературного подразумевался исключительно русский) украинском языке, ставя в пример Бёрнса, пишущего на шотландском диалекте английского: «А Борнц усё-таки поет народний і великий» (предисловие к неосуществлённому изданию «Кобзаря»).
Н. Некрасов в письме просил у И. Тургенева прислать несколько переводов Бёрнса для того, чтобы «переложить в стихи», однако эти намерения не осуществились. Бёрнса переводили многие авторы, особенно усилился интерес к творчеству шотландского поэта в связи со столетием со дня смерти. Это позволило издать несколько сборников русских переводов, в том числе «Роберт Борнс и его произведения в переводе русских писателей» издательства А. Суворина из серии «Дешёвая библиотека». После русской революции 1917 года интерес к Бёрнсу был обусловлен «крестьянским происхождением» поэта. Издание произведений Бёрнса входило в планы издательства «Всемирной литературы» М. Горького (не осуществлено). Единичные стихи Бёрнса переводили различные поэты, так, в 1917 году опубликован перевод стихотворения «Джон Ячменное Зерно» К. Бальмонта, отмеченный всеми как неудачный.
Поэзия Роберта Бёрнса получила широкую популярность в СССР благодаря переводам С. Я. Маршака. Впервые Маршак обратился к Бёрнсу в 1924 году, систематические переводы начаты с середины 1930-х гг., первый сборник переводов вышел в 1947 году, а в посмертном издании (Роберт Бёрнс. Стихи в переводах С. Маршака. — М., 1976) уже 215 произведений, что составляет приблизительно две пятых поэтического наследия Роберта Бёрнса. Переводы Маршака далеки от дословной передачи оригинала, но им свойственна простота и лёгкость языка, эмоциональная настроенность, близкая бёрнсовским строкам. Корней Чуковский в своей работе 1964 года «Высокое искусство», посвящённой теории художественного перевода, высоко оценил творческий подход Маршака и в первую очередь сохранение им оригинальной стихотворной рифмы Бёрнса. В 1940-е годы в лондонской газете «Таймс» появилась статья, утверждавшая, что Бёрнс непонятен англичанам и имеет лишь ограниченное региональное значение. В качестве одного из контраргументов в отзывах на статью приводилась огромная популярность Бёрнса в СССР. В 1959 году Маршак был избран почётным председателем Федерации Бёрнса в Шотландии.
В последнее время переводы Маршака часто критикуются как неадекватные, и уже переведённые Маршаком стихи издаются и в переводах других авторов.
Популярность Бёрнса в целом очень высока, и к настоящему времени на русском языке существует уже до девяноста процентов его поэтического наследия.

### Бёрнс и музыка
Изначально многие произведения Бёрнса создавались как песни, были переработкой или писались на мелодию народных песен. Поэзия Бёрнса проста, ритмична и музыкальна, не случайно и в русском переводе многие стихи ложились на музыку.
Первыми среди крупных композиторов обратили внимание на поэзию Бёрнса советские авторы: Т. Хренников (Пять песен на стихи Бёрнса, ор. 11, 1942), Д. Шостакович (Шесть романсов на стихи английских поэтов, ор. 62 № 2-4, 1942) и Г. Свиридов (Песни на слова Роберта Бёрнса, 1955).
Большую популярность у детской аудитории нашла изданная фирмой «Мелодия» [s41.radikal.ru/i093/0901/7f/0b08c5fdf51a.jpg пластинка с аудиосказкой «Робин Гуд»] с песнями Р. Бёрнса в переводе С.Маршака на музыку М.Карминского (песни на ней исполняют: Г.Анисимова, К.Румянова, В.Толкунова, Е.Леонов, Л.Лещенко («В полях под снегом и дождём»), И.Кобзон и вокальный ансамбль «Коробейники»).
В репертуаре А. Градского цикл композиций на стихи Бёрнса, например, «В полях под снегом и дождём…» (перевод С. Маршака стихотворения «Oh Wert Thou In The Cauld Blast»). Белорусский ВИА «Песняры» выступал с циклом произведений на слова Бёрнса. Молдавская рок-группа «Zdob și Zdub» исполняет песню «Ты меня оставила» на слова Бёрнса. Фолк-группа «Мельница» положила на музыку стихотворение «Горец», а также балладу «Лорд Грегори», самим Бёрнсом написанную на мелодию «The Lass of Roch Royal». Песня «Счастливый вдовец» была исполнена группой «Канцлер Ги». В репертуаре рок-группы «Оловянные солдатики» (1967—1982, 1998—…) была песня «Баллада о Джоне Ячменное Зерно», в репертуаре рок-группы «Интеграл» (п/р Бари Алибасова, 1967—1982) — песня «Вилли» («Как-то Вилли пива наварил/Нас он троих позвал на пир/Таких весёлых молодцов/Ещё не знал крещёный мир…») и песня «Мне нужна жена» (лучше или хуже, лишь бы женщиной была, женщиной без мужа).
Часто песни на стихи шотландского поэта в переводе Маршака используются в кинофильмах. В числе наиболее популярных можно отметить танго «Любовь и бедность» («Poortith Cauld And Restless Love») из кинофильма «Здравствуйте, я ваша тётя!» в исполнении Александра Калягина, песню «Моей душе покоя нет» («For The Sake O' Somebody») из кинофильма «Служебный роман» в исполнении Алисы Фрейндлих, песню «Любовь как роза красная» («O my Luve’s like a red, red rose») из кинофильма «Школьный вальс» в исполнении Ольги Ярошевской. Из менее известных — «Зелёный дол», «Городок» в исполнении ансамбля «Уленшпигель».
В 2025 году в Германии вышел виниловый сборник песен на стихи Роберта Бёрнса «Robert Burns. Collection of New Songs» в стилях фолк, рок и панк-рок на английском и русском языках.

### Бёрнс в филателии
В 1959 году британское почтовое ведомство впервые за всю историю анонсировало на 1964 год выпуск почтовой марки Великобритании с изображением иного человека, нежели монарха королевства, — Шекспира. При этом, по сообщениям прессы, также рассматривалась кандидатура шотландца Роберта Бёрнса, но была отвергнута, несмотря на 200-летие со дня рождения поэта. Это вызвало протест его националистически настроенных соотечественников. В частности, Шотландская национальная партия отпечатала и распространяла за небольшую плату пропагандистские марки с портретом Бёрнса и надписью «Свободная Шотландия». По их замыслу, марки должны были наклеиваться рядом с официальной почтовой маркой страны с портретом Шекспира.
Гораздо большую известность получила другая акция. Проблему ущемления Роберта Бёрнса на марках Великобритании близко к сердцу восприняла мисс Венди Вуд, горячая поклонница его таланта и убеждённая сепаратистка. Она отпечатала на ручном прессе и стала распространять почтовые конверты с лозунгом «Если Шекспир, почему не Бёрнс?» и несколько видов собственных пропагандистских марок с целью организовать массовую спам-атаку по почте соответствующих запросов в адрес премьер-министра Великобритании, всех членов британского парламента и министра почты. При франкировке этих писем Венди Вуд использовала только свои собственные марки. Она рассуждала, что почтовое отделение либо примет отправление так, либо заставит чиновников-получателей оплатить стоимость пересылки. Общий тираж марок мисс Вуд составил около 30 тысяч экземпляров. Некоторую его часть она перфорировала на швейной машинке, но большая часть тиража осталась без перфорации.
Голос общественности был услышан: британская почта согласилась выпустить почтовую марку в память о Бёрнсе, причём даже не дожидаясь круглой даты рождения, в 1966 году по поводу 170-летия со дня смерти поэта. Удовлетворённая Венди Вуд после этого отослала начальнику королевской почты Эдинбурга печатные пластины, с которых она производила тиражи своих пропагандистских марок. О его реакции на этот жест не сообщается.
Версия о результативности кампании Венди Вуд не единственная. С. Я. Маршак, поклонник Бёрнса, посвятил «филателистическое стихотворение» его марке, в котором высмеял министра почт и телеграфа, отвергнувшего предложение депутатов английского парламента выпустить такую марку. Вот что пишет Борис Стальбаум в брошюре «Что надо знать филателисту»:
Представляется наиболее вероятным, что свою роль в продвижении идеи о срочной необходимости выпуска британским почтовым ведомством почтовой марки в память о Роберте Бёрнсе сыграли все перечисленные выше кампании, а не какая-то одна из них.
Также, в память о Роберте Бёрнсе, Остров Мэн в 1996 году выпустил серию из 4 монет. Монеты номиналом в 1 крону (25 пенсов) были из серебра 925 пробы и весом 28,28 г и из медно-никеля.

### Некоторые издания поэта на русском языке
- Бернс Р. Песни и стихи / Пер. В. Федотова. — М.: Советская Россия, 1963. — 232 с. — 100 000 экз.
- Бёрнс Р. В горах моё сердце: Песни, баллады, эпиграммы в пер. С. Я. Маршака / Предисл. Ю. Болдырева; грав. В. Фаворского. — М.: Детская литература, 1971. — 191 с.
- Бёрнс Р. Стихи в переводах С. Маршака / Примеч. М. Морозова; оформл. худож. В. Добера. — М.: Художественная литература, 1976. — 382 с.
- Бёрнс Р. Роберт Бёрнс в переводах С. Я. Маршака: [Песни, баллады, поэмы, эпиграммы] / Сост. Р. Райт; пер. С. Я. Маршак, Р. Райт; ил. В. А. Фаворский. — М.: Правда, 1979. — 271 с.
- Бёрнс Р. Стихотворения: Пер. с англ. / Сост. С. В. Молева; пер. С. Я. Маршак. — Л.: Лениздат, 1981. — 175 с. — (Школьная библиотека).
- Бёрнс Р. Стихотворения. Сборник. На англ. и русск. яз / Сост. И. М. Левидова. — М.: Радуга, 1982. — 705 с.
- Бёрнс Р. Избранное / Сост., предисл. Б. И. Колесникова. — М.: Московский рабочий, 1982. — 254 с.
- Бёрнс Р. Стихотворения и песни / Пер. с англ. С. Я. Маршака, В. Федотова; сост., авт. вступ. ст. и коммент. Б. И. Колесникова; грав. В. Фаворского. — М.: Детская литература, 1987. — 175 с.
- Бёрнс Р. Джон Ячменное Зерно / Сост. А. В. Пятковская; пер. Я. И. Маршак, А. В. Пятковская. — М.: Зеркало, 1998. — 223 с. — (Имена: XVIII век / Ред. и сост. Малиновская Н. Р.).
- Бёрнс Р. Собрание поэтических произведений / Вступ. статья, сост. и коммент. Е. В. Витковского. — М.: Рипол Классик, 1999. — 704 с. — (Бессмертная библиотека).
- Бёрнс Р. Лирика: Стихотворения в пер. С. Я. Маршака. — М.: АСТ; Астрель; Олимп, 2000. — 304 с.
- Бёрнс Р. Стихотворения. Песни. Баллады. / Вступ. статья и сост. Е. В. Витковского. — М.: Мир книги; Литература, 2007. — 368 с. — 9000 экз. — ISBN 978-5-486-01489-5.
- Бёрнс Р. Джон Ячменное Зерно: стихотворения, поэмы, песни, баллады; пер. с шотл. и англ. Е. Фельдмана / Е. Румянцева. — СПб., М.: Амфора; ИД «Комсомольская правда», 2012. — 239 с. — (Великие поэты). — 61 164 экз. — ISBN 978-5-87107-298-1.

### Русская библиография
- Елистратова А. Р. Бёрнс: Критико-биографический очерк. — М., 1957.
- Райт-Ковалёва Р. Я. [zzl.lib.ru/catalog/02_b.shtml Роберт Бёрнс]. — М.: Молодая гвардия, 1965. — 352 с. — («Жизнь замечательных людей». Серия биографий. Вып. 26 (276)).